# Gwiazda Iraku
Gwiazda Iraku – polskie odznaczenie pamiątkowe przyznawane żołnierzom Sił Zbrojnych i osobom cywilnym, uczestnikom Polskiego Kontyngentu Wojskowego w Iraku. Jest jednym z odznaczeń wojskowych, które nadawane są w Polsce w czasie pokoju.

## Ustanowienie
Gwiazdy ustanowiono ustawą z dnia 14 czerwca 2007 roku o zmianie ustawy z dnia 16 października 1992 roku o orderach i odznaczeniach, razem z Wojskowym Krzyżem Zasługi, Wojskowym Krzyżem Zasługi z Mieczami, Morskim Krzyżem Zasługi, Morskim Krzyżem Zasługi z Mieczami, Lotniczym Krzyżem Zasługi, Lotniczym Krzyżem Zasługi z Mieczami oraz Medalem za Długoletnią Służbę. Ustawa weszła w życie 10 października 2007 roku, po upływie trzech miesięcy od momentu ogłoszenia, które nastąpiło 9 lipca. Równocześnie Prezydent Rzeczypospolitej Polskiej rozporządzeniem z dnia 31 lipca 2007 roku zmienił rozporządzenie z dnia 10 listopada 1992 roku w sprawie opisu, materiału, wymiarów, wzorów rysunkowych oraz sposobu i okoliczności noszenia odznak orderów i odznaczeń. Nazwa, wstążka, okucia i wzór Gwiazdy Iraku zostały określone w rozporządzeniu Prezydenta Rzeczypospolitej Polskiej z dnia 31 lipca 2007 roku w sprawie nazwy, wstążki, okuć oraz wzorów rysunkowych Gwiazdy Afganistanu i Gwiazdy Iraku, które weszło w życie 1 stycznia 2008 roku.  
Zgodnie z treścią wyżej wymienionej ustawy "odznaczenia wojskowe o charakterze pamiątkowym mające w nazwie wyraz "Gwiazda" są nagrodą za nienaganną służbę w polskich kontyngentach wojskowych poza granicami państwa". W precedencji polskich odznaczeń zajmują miejsce po Medalu za Długoletnie Pożycie Małżeńskie i są najniższymi w aktualnym systemie odznaczeń państwowych. 

## Nadawanie
Gwiazdę Iraku nadaje Prezydent Rzeczypospolitej Polskiej z inicjatywy własnej, a także na wniosek ministra właściwego do spraw obrony lub ministra właściwego do spraw wewnętrznych. Prezydent ma również prawo do pozbawienia Gwiazdy osoby nią odznaczonej. 
Odznaczenie przyznawane jest za uczestnictwo w operacji wojskowej „Iracka Wolność” (2003) oraz za co najmniej jeden dzień nienagannej służby rozpoczętej w ramach Polskiego Kontyngentu Wojskowego Irak, z wyjątkiem kontroli, wizytacji i inspekcji. Otrzymać je mogą żołnierze, policjanci, funkcjonariusze Agencji Bezpieczeństwa Wewnętrznego, Agencji Wywiadu, Biura Ochrony Rządu, Centralnego Biura Antykorupcyjnego, Państwowej Straży Pożarnej, Służby Kontrwywiadu Wojskowego, Służby Wywiadu Wojskowego, Straży Granicznej oraz osoby cywilne, a także obywatele innych państw współdziałających z Wojskiem Polskim.
Do 2010 r. łącznie przyznano 3803 Gwiazd Iraku.
Z dniem 31 grudnia 2013 nadawanie tych odznaczeń za służbę w latach 2002–2010 zostało uznane za zakończone. Zgodnie z zapisami ustawy z dnia 28 lipca 2023 nadawanie Gwiazd za operacje zakończone przed 2021 przedłużono do roku 2025.

## Wygląd
Odznaką jest 44 mm patynowany na brązowo medal w kształcie czteropromiennej gwiazdy z dwoma skrzyżowanymi mieczami, ostrzami skierowanymi ku górze, z wypukłym monogramem z liter "RP" na górnym promieniu i wypukłym umieszczonym pośrodku napisem "IRAK". Na dolnym promieniu i między górnymi promieniami znajdują się stylizowane liście wawrzynu. Rewers składa się z wypukłego, dwuwierszowego napisu "PACI SERVIO", a poniżej jest miejsce na wygrawerowanie przez odznaczonego dat służby. Odznaczenie zawieszone jest na wstążce barwy piaskowej, szerokości 35 mm, z czerwonym paskiem szerokości 4 mm przez środek, mającej po bokach prążki białe szerokości 2 mm oraz wzdłuż boków, umieszczone symetrycznie, połączone prążki w barwach flagi Iraku: czerwony, biały i czarny, szerokości 2 mm każdy. 
Udział w poszczególnej zmianie kontyngentu wojskowego oznacza się przez nałożenie na wstążkę okucia w kształcie listewki szerokości 5 mm, matowej, patynowanej na brązowo, z polerowanymi krawędziami, z umieszczoną pośrodku polerowaną cyfrą arabską, oznaczającą kolejną zmianę kontyngentu. Na wstążce nadanej żołnierzowi uczestniczącemu w operacji Iracka Wolność nakłada się identyczne okucie z napisem: "IRACKA WOLNOŚĆ". Kolory baretki są takie same jak wstążka. W 2023 wprowadzono okucia: "INHERENT RESOLVE" i "GLOBALNA KOALICJA".
| Okucia Gwiazdy Iraku    | Okucia Gwiazdy Iraku | Okucia Gwiazdy Iraku      | Okucia Gwiazdy Iraku |
| ----------------------- | -------------------- | ------------------------- | -------------------- |
| Operacja Iracka Wolność | I zmiana kontyngentu | Operacja Inherent Resolve | Globalna Koalicja    |
|                         |                      |                           |                      |